# Parroquia de St. Mary
La parroquia de St. Mary (en inglés: St. Mary Parish), fundada en 1811, es una de las 64 parroquias del estado estadounidense de Luisiana. En el año 2000 tenía una población de 53.500 habitantes, con una densidad poblacional de 34 personas por km². La sede de la parroquia es Franklin.

## Geografía
Según la Oficina del Censo, la parroquia tiene un área total de 2898 km² (1118,9 mi²), de la cual 1587 km² (612,7 mi²) es tierra y 1311 km² (506,2 mi²) (45.23%) es agua.

### Parroquias adyacentes
- Parroquia de Iberia - norte
- Parroquia de St. Martin - este
- Parroquia de Assumption - sureste
- Parroquia de Terrebonne - sur

## Carreteras
- U.S. Highway 90
- Carretera Estatal de Luisiana 83
- Carretera Estatal de Luisiana 87
- Carretera Estatal de Luisiana 317

## Demografía
En el 2000 la renta per cápita promedia de la parroquia era de $28,072, y el ingreso promedio para una familia era de $33,064. En 2000 los hombres tenían un ingreso per cápita de $31,570 versus $18,341 para las mujeres. El ingreso per cápita para la parroquia era de $13,399. Alrededor del 23.60% de la población estaba bajo el umbral de pobreza nacional.

## Comunidades

### Ciudades y pueblos
- Baldwin
- Berwick
- Franklin
- Morgan City
- Patterson

### Lugares designados por el censo
- Amelia
- Bayou Vista
- Charenton
- Franklin
- Baldwin